# چهل‌مقام (کوه)

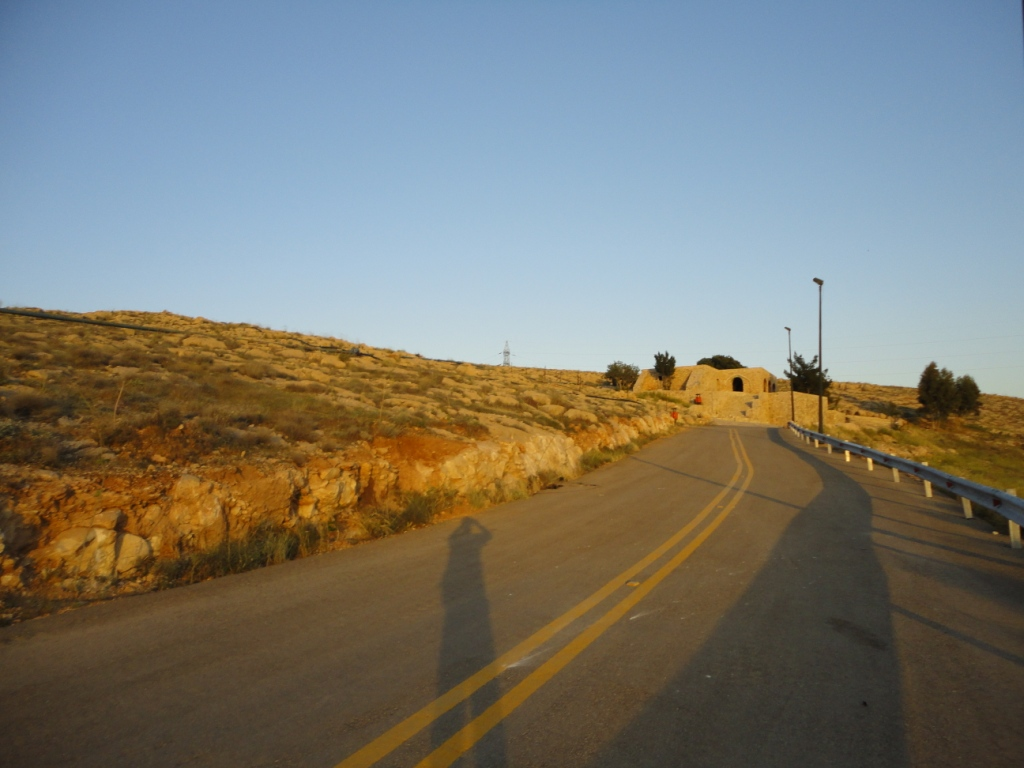
نمایی از کوه

چهل مقام یا چهل دختران، نام کوهی واقع در شمال شرقی شیراز می‌باشد. روایت است که کریم خان زند سنگی را درآنجا گذاشته‌است که اکنون به آرامگاه شاه شجاع مظفری (یکی از فرماندهان پیشین فارس) معروف می‌باشد.